# Pierre d'Hardivilliers
Pierre d'Hardivilliers était un homme d'église français, archevêque de Bourges de 1639 à 1649.

## Biographie
Né en 1579 en Picardie, Pierre d'Hardivillier, alias d'Hardivilliers, docteur en Sorbonne, recteur de l'Université de Paris, fut curé de Saint-Laurent à Paris en 1621 et aumônier du prince de Condé.
Après avoir été curé de Saint-Benoit à Paris en 1627. il est nommé en 1639, archevêque de Bourges. Il reçoit l'ordination épiscopale le 8 février 1643.
Il assista à l'Assemblée du clergé de 1645.
Il fonda un séminaire à Bourges.
Il décéda à Bourges le 9 octobre 1649.